# Mount Pleasant, Pennsylvania
Mount Pleasant är en ort i Westmoreland County i delstaten Pennsylvania, USA.